# Hernán Haddad
Hernán Haddad, född 5 oktober 1928, död 9 maj 2012, var en friidrottare från Chile. Han deltog vid olympiska sommarspelen 1952 och olympiska sommarspelen 1956.